# Иванова, Мария Васильевна
Мария Васильевна Иванова — советский хозяйственный деятель, Герой Социалистического Труда.

## Биография
Родилась в 1921 году в деревне Гладышево. Член КПСС.
Окончила Бежецкую фельдшерско-акушерскую школу.
В 1939—1942 — фельдшер Киверичской районной больницы.
В 1942—1948 — помощник начальника политотдела Теблешской МТС.
В 1948—1981 — председатель исполкома Власовского сельсовета, секретарь партийного бюро, председатель колхоза «Путь Ленина» Сонковского района Калининской области.
Делегат XXIII съезда КПСС.
Указом Президиума Верховного Совета СССР от 8 апреля 1971 года присвоено звание Героя Социалистического Труда с вручением ордена Ленина и золотой медали «Серп и Молот».
Умерла в 1996 году в Сонковском раойне Тверской области.

## Награды и звания
- Герой Социалистического Труда (08.04.1971)
- Орден Ленина (23.06.1966, 08.04.1971)